# Association normande
L’Association normande est une société savante française, fondée en 1831 par Arcisse de Caumont.

## Histoire
Dans une séance du 2 février 1833, cette société a décidé de publier un « annuaire qui ferait connaitre, sous tous les rapports, l'état des départements de la Normandie, leurs ressources, leurs besoins et les améliorations qu'ils réclament et dont l'introduction est possible. »
Depuis 1835, l'association a publié tous les ans un volume et la collection s'est continuée régulièrement sans interruption. Il faut ajouter à cette collection une table intitulée « Table générale alphabétique de l'Annuaire des cinq départements de la Normandie, par O. de Roissy. Analyse raisonnée des matières contenues dans les 25 premiers volumes publiés par l'Association Normande. Années 1835 à 1859. »

## Publications
- Annuaire des cinq départements de la Normandie.